# Премия имени Н. Д. Кондратьева
Премия имени Н. Д. Кондратьева — премия, присуждаемая с 1992 года Российской академией наук. Присуждается Отделением экономики за выдающиеся работы в области общей экономической теории.

Премия названа в честь российского и советского экономиста, основоположника теории экономических циклов, известных как «Циклы Кондратьева» Н. Д. Кондратьева.

## Лауреаты премии
- 1992 — академик В. М. Полтерович и доктор физико-математических наук Г. М. Хенкин — за серию работ по теме «Диффузия нововведений и экономический рост»
- 1998 — член-корреспондент РАН К. К. Вальтух — за серию работ по теории стоимости
- 2004 — академик Л. И. Абалкин — за монографию «Россия: поиск самоопределения»
- 2010 — доктор экономических наук Н. И. Комков — за цикл работ «Формирование и условия реализации инновационно-технологической стратегии развития экономики России»
- 2016 — доктор экономических наук Э. Ф. Баранов — за цикл работ по теории и методологии статистического отражения и математического моделирования экономических процессов.
- 2019 — академик А. Г. Аганбегян — за цикл работ по теории социально-экономического развития
- 2022 — академик В. И. Маевский, доктор технических наук С. Ю. Малков и кандидат экономических наук А. А. Рубинштейн — за цикл работ «Новая теория воспроизводства капитала и её практическое применение»